# À travers les Flandres 2016
La 71e édition d'À travers les Flandres a eu lieu le 23 mars 2016. La course fait partie du calendrier UCI Europe Tour 2016 en catégorie 1.HC.
L'épreuve a été remportée lors d'un sprint massif par le Belge Jens Debusschere (Lotto-Soudal) qui s'impose respectivement devant le Français Bryan Coquard (Direct Énergie) et son compatriote Edward Theuns (Trek-Segafredo).

## Présentation
La course fait partie de la saison des classiques pavées. Elle utilise les routes et les monts empruntés par d'autres classiques flandriennes, notamment le Tour des Flandres.
La veille de la course, une série d'attaques terroristes à Bruxelles cause plus d'une trentaine de mort. Le niveau de sécurité est augmenté en Belgique au maximum, ce qui conduit à la possibilité que la course soit annulée. Les organisateurs de la course décident de maintenir la course, avec l'accord du gouvernement belge, le jour même de la course. Une minute de silence est observée au départ et à midi par les coureurs.
La formation allemande Giant-Alpecin, l'une des équipes qui devaient prendre part à la course, est forcée de se retirer : elle avait inscrit le nombre minimum de coureurs soit six, mais trois d'entre eux ont été incapable de se rendre en Belgique en raison de l'annulation de leurs vols. Plusieurs autres équipes sont incomplètes car les coureurs n'ont pu se rendre sur la course en raison des restrictions de voyage. C'est le cas par exemple de la formation espagnole Movistar commence la course avec seulement quatre coureurs.

### Parcours
La course part de Roulers et a suivi un parcours de 199,7 km pour se terminer à Waregem. Le tracé commence par une longue section plate qui emmène les coureurs à l'Est de Roulers jusqu'à Waregem. Les coureurs quittent la ville et se dirige vers le sud. À Avelgem, le parcours se retourne à nouveau pour franchir la première montée, le Nouveau Quaremont (nl), après 92 km. Il est suivi par la montée du Kattenberg (nl), les secteurs pavés de Holleweg (nl) et de Haaghoek (nl) puis les ascensions du Leberg et du Berendries. Après la prochaine suivante, le Valkenberg, le parcours se dirige vers l'Ouest vers l'arrivée, avec encore 70 km restants. L'Eikenberg et le Taaienberg suivent peu de temps après, puis arrive alors la redoutable combinaison du Vieux Quaremont et du Paterberg. Après le dernier secteur pavé plat, le Varentstraat, le parcours est tracé vers le Nord pour les trois dernières ascensions : le Tiegemberg, aussi appelé Vossenhol, l'Holstraat (nl) et le Nokereberg. Au sommet du Nokereberg, il reste environ 10 km pour rejoindre l'arrivée à Waregem.
Douze monts sont au programme de cette édition, dont certains recouverts de pavés :
| Mont | Nom                    | Km    | Revêtement | Longueur (m) | Pente moyenne | Pente maxi | Km de l'arrivée |
| ---- | ---------------------- | ----- | ---------- | ------------ | ------------- | ---------- | --------------- |
| 1    | Nouveau Quaremont (nl) | 92,2  | asphalte   | 2 000        | 4,2 %         | 8 %        | 107,5           |
| 2    | Kattenberg (nl)        | 111,6 | asphalte   | 740          | 5,9 %         | 8,2 %      | 88,1            |
| 3    | Leberg                 | 120,2 | asphalte   | 700          | 6,1 %         | 14 %       | 79,5            |
| 4    | Berendries             | 124,4 | asphalte   | 900          | 7,2 %         | 14 %       | 75,3            |
| 5    | Valkenberg             | 129,4 | asphalte   | 540          | 8,1 %         | 12,8 %     | 70,3            |
| 6    | Eikenberg              | 142,2 | pavés      | 1 250        | 5,8 %         | 10 %       | 57,5            |
| 7    | Taaienberg             | 147,9 | pavés      | 530          | 6,6 %         | 15,8 %     | 51,8            |
| 8    | Vieux Quaremont        | 165,7 | pavés      | 1 500        | 4 %           | 11,6 %     | 34              |
| 9    | Paterberg              | 169,2 | pavés      | 365          | 12,9 %        | 20,3 %     | 30,5            |
| 10   | Tiegemberg             | 179,9 | asphalte   | 1 400        | 6,5 %         | 9 %        | 19,8            |
| 11   | Holstraat (nl)         | 184,3 | asphalte   | 1 000        | 5,2 %         | 12 %       | 15,4            |
| 12   | Nokereberg             | 191,8 | pavés      | 500          | 5,7 %         | 6,7 %      | 7,9             |

En plus des traditionnels monts, il y a trois secteurs pavés :
| Secteur | Nom           | Km    | Longueur (m) | Km de l'arrivée |
| ------- | ------------- | ----- | ------------ | --------------- |
| 1       | Holleweg (nl) | 112,3 | 1 500        | 87,4            |
| 2       | Haaghoek (nl) | 117,3 | 1 700        | 82,4            |
| 3       | Varentstraat  | 175   | 2 000        | 24,7            |

À ces derniers s'ajoutent deux autres secteurs pavés non répertoriés tels que Gieterijstraat (nl) (200 m) et Etikhovestraat (150 m).

### Équipes
Classé en catégorie 1.HC de l'UCI Europe Tour, À travers les Flandres est par conséquent ouvert aux WorldTeams dans la limite de 70 % des équipes participantes, aux équipes continentales professionnelles, aux équipes continentales belges, aux équipes continentales étrangères dans la limite de deux et à une équipe nationale belge.
Vingt-deux équipes participent à cet À travers les Flandres - onze WorldTeams et onze équipes continentales professionnelles :
| UCI WorldTeams   | UCI WorldTeams | UCI WorldTeams |
| Nom de l'équipe  | Pays           | Code           |
| ---------------- | -------------- | -------------- |
| AG2R La Mondiale | France         | ALM            |
| BMC Racing       | États-Unis     | BMC            |
| Etixx-Quick Step | Belgique       | EQS            |
| IAM              | Suisse         | IAM            |
| Katusha          | Russie         | KAT            |
| Lotto NL-Jumbo   | Pays-Bas       | TLJ            |
| Lotto-Soudal     | Belgique       | LTS            |
| Movistar         | Espagne        | MOV            |
| Orica-GreenEDGE  | Australie      | OGE            |
| Tinkoff          | Russie         | TNK            |
| Trek-Segafredo   | États-Unis     | TFS            |

| Équipes continentales professionnelles | Équipes continentales professionnelles | Équipes continentales professionnelles |
| Nom de l'équipe                        | Pays                                   | Code                                   |
| -------------------------------------- | -------------------------------------- | -------------------------------------- |
| Bora-Argon 18                          | Allemagne                              | BOA                                    |
| CCC Sprandi Polkowice                  | Pologne                                | CCC                                    |
| Cofidis                                | France                                 | COF                                    |
| Direct Énergie                         | France                                 | DEN                                    |
| Fortuneo-Vital Concept                 | France                                 | FVC                                    |
| Gazprom-RusVelo                        | Russie                                 | GAZ                                    |
| Roompot-Oranje Peloton                 | Pays-Bas                               | ROP                                    |
| Southeast-Venezuela                    | Italie                                 | STH                                    |
| Stölting Service Group                 | Allemagne                              | SSG                                    |
| Topsport Vlaanderen-Baloise            | Belgique                               | TSV                                    |
| Wanty-Groupe Gobert                    | Belgique                               | WGG                                    |

## Récit de la course
Au début de la course, 161 coureurs sont présents dans le peloton. La plupart portent des brassards noirs en hommage aux attaques de la veille. L'échappée met une demi-heure pour se former. Le Français Alexis Gougeard (AG2R La Mondiale), l'Allemand Phil Bauhaus (Bora-Argon 18), le Russe Igor Boev (Gazprom-RusVelo), le Néerlandais Jesper Asselman (Roompot-Oranje Peloton), le Luxembourgeois Alex Kirsch (Stölting Service Group) et le Belge Kévin Van Melsen (Wanty-Groupe Gobert) forment un groupe de six échappés et comptent une avance maximum de huit minutes.
Les Belges Kenneth Vanbilsen (Cofidis) et Preben Van Hecke (Topsport Vlaanderen-Baloise) font des tentatives infructueuses pour s'échapper au peloton, alors que l'équipe locale Etixx-Quick Step imprime un rythme élevé qui réduit l'avantage de l'échappée à trois minutes. Le Néerlandais Mike Teunissen (Lotto NL-Jumbo) sort du peloton et est rejoint par l'Australien Luke Durbridge (Orica-GreenEDGE) et le Belge Jonas Rickaert (Topsport Vlaanderen-Baloise). Alexis Gougeard et Igor Boev sont lâchés de l'échappée et sont rejoints par le groupe de chasse dans le Taaienberg par un groupe de onze coureurs qui se sont détachés du peloton. Devant, Kévin Van Melsen part dans le Vieux Quaremont. Les deux groupes de chasse se regroupent peu après, tandis qu'un groupe emmené par le Belge Greg Van Avermaet (BMC Racing) essaye de réagir derrière.
Après plusieurs attaques, le groupe de tête est réduit à sept coureurs à 15 km de l'arrivée. Alors qu'il reste 5 km, les groupes se réunissent à l'avant. Greg Van Avermaet place une attaque dans le Nokereberg et prend une avance d'environ quinze secondes. Derrière, il est pris en poursuite par la formation Etixx-Quick Step mais également par l'équipe américaine Trek-Segafredo. Il est rattrapé dans les 250 derniers mètres, laissant un groupe de 34 coureurs se disputer la victoire au sprint. Le Colombien Fernando Gaviria (Etixx-Quick Step) est le premier à lancer le sprint, mais il est rapidement dépassé pour finir à la dixième place. Le Français Bryan Coquard (Direct Énergie) semble le plus rapide, mais sa célébration avant la ligne d'arrivée permet au Belge Jens Debusschere (Lotto-Soudal) de remporter la victoire à la photo-finish. Bryan Coquard termine deuxième tandis que le Belge Edward Theuns (Trek-Segafredo) complète le podium,,.

## Classements

### Classement final

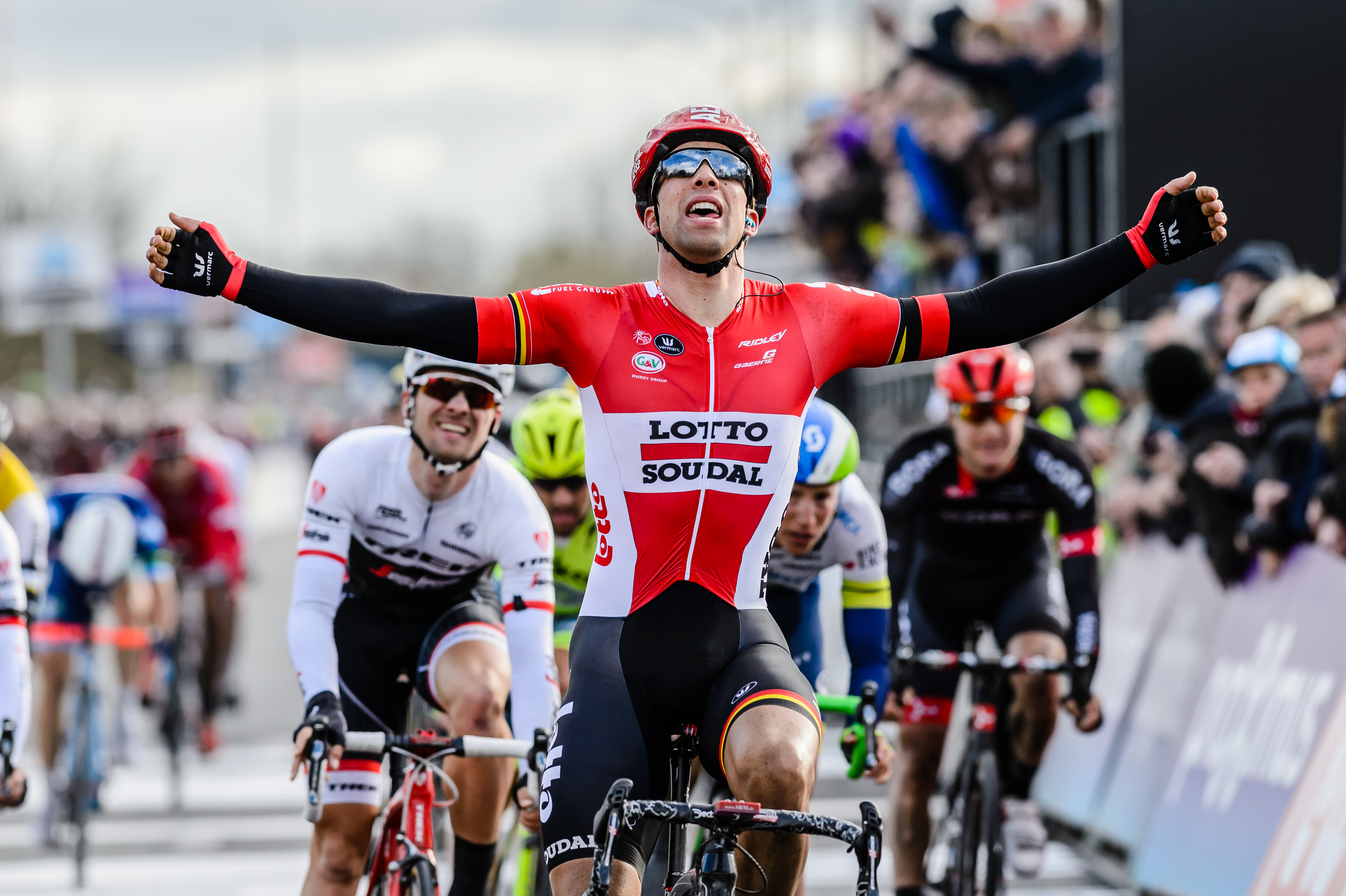
Jens Debusschere arrive en Waregem

| Classement final | Classement final | Classement final | Classement final    | Classement final   |
|                  | Coureur          | Pays             | Équipe              | Temps              |
| ---------------- | ---------------- | ---------------- | ------------------- | ------------------ |
| 1er              | Jens Debusschere | Belgique         | Lotto Soudal        | en 4 h 48 min 27 s |
| 2e               | Bryan Coquard    | France           | Direct Énergie      | m.t                |
| 3e               | Edward Theuns    | Belgique         | Trek-Segafredo      | m.t                |
| 4e               | Filippo Pozzato  | Italie           | Southeast-Venezuela | m.t                |
| 5e               | Jens Keukeleire  | Belgique         | Orica-GreenEDGE     | m.t                |
| 6e               | Giacomo Nizzolo  | Italie           | Trek-Segafredo      | m.t                |
| 7e               | Oscar Gatto      | Italie           | Tinkoff             | m.t                |
| 8e               | Scott Thwaites   | Royaume-Uni      | Bora-Argon 18       | m.t                |
| 9e               | Mike Teunissen   | Pays-Bas         | Lotto NL-Jumbo      | m.t                |
| 10e              | Fernando Gaviria | Colombie         | Etixx-Quick Step    | m.t                |
| modifier         |                  |                  |                     |                    |

### UCI Europe Tour
Cet À travers les Flandres attribue des points pour l'UCI Europe Tour 2016, par équipes seulement aux coureurs des équipes continentales professionnelles et continentales, individuellement à tous les coureurs sauf ceux faisant partie d'une équipe ayant un label WorldTeam.
| Position           | 1er | 2e  | 3e  | 4e  | 5e | 6e | 7e | 8e | 9e | 10e | 11e | 12e | 13e | 14e | 15e | 16e à 30e | 31e à 40e |
| Classement général | 200 | 150 | 125 | 100 | 85 | 70 | 60 | 50 | 40 | 35  | 30  | 25  | 20  | 15  | 10  | 5         | 3         |

## Liste des participants
- Liste de départ complète

| Légende | Légende                                                                    | Légende | Légende                                                    |
| ------- | -------------------------------------------------------------------------- | ------- | ---------------------------------------------------------- |
| Num     | Dossard de départ porté par le coureur sur cet À travers les Flandres      | Pos     | Position à l'arrivée de la course                          |
|         | Indique un maillot de champion national ou mondial, suivi de sa spécialité | NP      | Indique un coureur qui n'a pas pris le départ de la course |
| AB      | Indique un coureur qui n'a pas terminé la course                           | HD      | Indique un coureur qui a terminé la course hors des délais |

| Lotto-Soudal LTS                     | Lotto-Soudal LTS       | Lotto-Soudal LTS |
| ------------------------------------ | ---------------------- | ---------------- |
| Num                                  | Coureur                | Pos              |
| 1                                    | Jelle Wallays (BEL)    | 37e              |
| 2                                    | Lars Bak (DEN)         | 70e              |
| 3                                    | Tiesj Benoot (BEL)     | 39e              |
| 4                                    | Sean De Bie (BEL)      | 101e             |
| 5                                    | Jasper De Buyst (BEL)  | 100e             |
| 6                                    | Jens Debusschere (BEL) | 1er              |
| 7                                    | Marcel Sieberg (GER)   | AB               |
| 8                                    | Pim Ligthart (NED)     | 34e              |
| Directeur sportif : Frederik Willems |                        |                  |

| Movistar MOV          | Movistar MOV            | Movistar MOV |
| --------------------- | ----------------------- | ------------ |
| Num                   | Coureur                 | Pos          |
| 11                    |                         |              |
| 12                    | Andrey Amador (CRC)     | 26e          |
| 13                    |                         |              |
| 14                    |                         |              |
| 15                    |                         |              |
| 16                    | Juan José Lobato (ESP)  | 51e          |
| 17                    | Jasha Sütterlin (GER)   | 62e          |
| 18                    | Francisco Ventoso (ESP) | 92e          |
| Directeur sportif : ? |                         |              |

| BMC Racing BMC                    | BMC Racing BMC          | BMC Racing BMC |
| --------------------------------- | ----------------------- | -------------- |
| Num                               | Coureur                 | Pos            |
| 21                                | Greg Van Avermaet (BEL) | 32e            |
| 22                                | Tom Bohli (SUI)         | 102e           |
| 23                                | Marcus Burghardt (GER)  | 87e            |
| 24                                | Stefan Küng (SUI)       | 24e            |
| 25                                | Rick Zabel (GER)        | 52e            |
| 26                                | Michael Schär (SUI)     | AB             |
| 27                                | Floris Gerts (NED)      | 56e            |
| 28                                | Loïc Vliegen (BEL)      | 19e            |
| Directeur sportif : Fabio Baldato |                         |                |

| Etixx-Quick Step EQS                 | Etixx-Quick Step EQS           | Etixx-Quick Step EQS |
| ------------------------------------ | ------------------------------ | -------------------- |
| Num                                  | Coureur                        | Pos                  |
| 31                                   | Niki Terpstra (NED) (Route)    | 35e                  |
| 32                                   | Fernando Gaviria (COL)         | 10e                  |
| 33                                   | Yves Lampaert (BEL)            | NP                   |
| 34                                   | Nikolas Maes (BEL)             | 36e                  |
| 35                                   | Tony Martin (GER)              | 96e                  |
| 36                                   | Guillaume Van Keirsbulck (BEL) | 65e                  |
| 37                                   | Iljo Keisse (BEL)              | AB                   |
| 38                                   | Łukasz Wiśniowski (POL)        | 66e                  |
| Directeur sportif : Wilfried Peeters |                                |                      |

| Trek-Segafredo TFS             | Trek-Segafredo TFS      | Trek-Segafredo TFS |
| ------------------------------ | ----------------------- | ------------------ |
| Num                            | Coureur                 | Pos                |
| 41                             | Jasper Stuyven (BEL)    | 20e                |
| 42                             | Fumiyuki Beppu (JPN)    | AB                 |
| 43                             | Niccolò Bonifazio (ITA) | 91e                |
| 44                             | Stijn Devolder (BEL)    | 98e                |
| 45                             | Markel Irizar (ESP)     | 80e                |
| 46                             | Giacomo Nizzolo (ITA)   | 6e                 |
| 47                             | Edward Theuns (BEL)     | 3e                 |
| 48                             | Boy van Poppel (NED)    | 40e                |
| Directeur sportif : Dirk Demol |                         |                    |

| Tinkoff TNK                         | Tinkoff TNK          | Tinkoff TNK |
| ----------------------------------- | -------------------- | ----------- |
| Num                                 | Coureur              | Pos         |
| 51                                  | Oscar Gatto (ITA)    | 7e          |
| 52                                  | Erik Baška (SVK)     | AB          |
| 53                                  | Pavel Brutt (RUS)    | 64e         |
| 54                                  | Michael Gogl (AUT)   | AB          |
| 55                                  | Michal Kolář (SVK)   | AB          |
| 56                                  | Jay McCarthy (AUS)   | AB          |
| 57                                  | Juraj Sagan (SVK)    | 82e         |
| 58                                  | Nikolay Trusov (RUS) | 57e         |
| Directeur sportif : Tristan Hoffman |                      |             |

| Orica-GreenEDGE OGE                 | Orica-GreenEDGE OGE       | Orica-GreenEDGE OGE |
| ----------------------------------- | ------------------------- | ------------------- |
| Num                                 | Coureur                   | Pos                 |
| 61                                  | Jens Keukeleire (BEL)     | 5e                  |
| 62                                  | Sam Bewley (NZL)          | AB                  |
| 63                                  |                           |                     |
| 64                                  | Mitchell Docker (AUS)     | AB                  |
| 65                                  | Luke Durbridge (AUS)      | 27e                 |
| 66                                  | Luka Mezgec (SLO)         | 48e                 |
| 67                                  | Magnus Cort Nielsen (NED) | 43e                 |
| 68                                  | Svein Tuft (CAN)          | AB                  |
| Directeur sportif : Laurenzo Lapage |                           |                     |

| IAM                               | IAM                        | IAM |
| --------------------------------- | -------------------------- | --- |
| Num                               | Coureur                    | Pos |
| 71                                | Dries Devenyns (BEL)       | 28e |
| 72                                | Sondre Holst Enger (NOR)   | 44e |
| 73                                | Reto Hollenstein (SUI)     | 60e |
| 74                                | Leigh Howard (AUS)         | 42e |
| 75                                | Vegard Stake Laengen (NOR) | 72e |
| 76                                | Oliver Naesen (BEL)        | AB  |
| 77                                |                            |     |
| 78                                | Vicente Reynés (ESP)       | AB  |
| Directeur sportif : Eddy Seigneur |                            |     |

| Katusha KAT                         | Katusha KAT                  | Katusha KAT |
| ----------------------------------- | ---------------------------- | ----------- |
| Num                                 | Coureur                      | Pos         |
| 81                                  |                              |             |
| 82                                  | Marco Haller (AUT) (Route)   | 90e         |
| 83                                  | Vladimir Isaychev (RUS)      | 71e         |
| 84                                  | Dmitry Kozontchuk (RUS)      | 88e         |
| 85                                  | Viatcheslav Kouznetsov (RUS) | 104e        |
| 86                                  | Sergueï Lagoutine (RUS)      | AB          |
| 87                                  | Alexander Porsev (RUS)       | 41e         |
| 88                                  | Nils Politt (GER)            | 111e        |
| Directeur sportif : Torsten Schmidt |                              |             |

| AG2R La Mondiale ALM              | AG2R La Mondiale ALM   | AG2R La Mondiale ALM |
| --------------------------------- | ---------------------- | -------------------- |
| Num                               | Coureur                | Pos                  |
| 91                                |                        |                      |
| 92                                |                        |                      |
| 93                                | Maxime Daniel (FRA)    | AB                   |
| 94                                | Nico Denz (GER)        | 69e                  |
| 95                                | Hugo Houle (CAN)       | 78e                  |
| 96                                | Damien Gaudin (FRA)    | 110e                 |
| 97                                | Alexis Gougeard (FRA)  | AB                   |
| 98                                | Quentin Jauregui (FRA) | AB                   |
| Directeur sportif : Julien Jurdie |                        |                      |

| Lotto NL-Jumbo TLJ                 | Lotto NL-Jumbo TLJ      | Lotto NL-Jumbo TLJ |
| ---------------------------------- | ----------------------- | ------------------ |
| Num                                | Coureur                 | Pos                |
| 101                                | Moreno Hofland (NED)    | 105e               |
| 102                                | Twan Castelijns (NED)   | 94e                |
| 103                                | Dylan Groenewegen (NED) | 59e                |
| 104                                | Timo Roosen (NED)       | AB                 |
| 105                                | Mike Teunissen (NED)    | 9e                 |
| 106                                | Tom Van Asbroeck (BEL)  | 11e                |
| 107                                | Robert Wagner (GER)     | 85e                |
| 108                                | Maarten Wynants (BEL)   | 106e               |
| Directeur sportif : Nico Verhoeven |                         |                    |

| Giant-Alpecin TGA                     | Giant-Alpecin TGA | Giant-Alpecin TGA |
| ------------------------------------- | ----------------- | ----------------- |
| Num                                   | Coureur           | Pos               |
| 111                                   |                   |                   |
| 112                                   |                   |                   |
| 113                                   |                   |                   |
| 114                                   |                   |                   |
| 115                                   |                   |                   |
| 116                                   |                   |                   |
| 117                                   |                   |                   |
| 118                                   |                   |                   |
| Directeur sportif : Arthur van Dongen |                   |                   |

| Topsport Vlaanderen-Baloise TSV       | Topsport Vlaanderen-Baloise TSV | Topsport Vlaanderen-Baloise TSV |
| ------------------------------------- | ------------------------------- | ------------------------------- |
| Num                                   | Coureur                         | Pos                             |
| 121                                   | Preben Van Hecke (BEL) (Route)  | 54e                             |
| 122                                   | Amaury Capiot (BEL)             | 14e                             |
| 123                                   | Tim Declercq (BEL)              | 23e                             |
| 124                                   | Jonas Rickaert (BEL)            | 89e                             |
| 125                                   | Stijn Steels (BEL)              | 112e                            |
| 126                                   | Gijs Van Hoecke (BEL)           | 63e                             |
| 127                                   | Bert Van Lerberghe (BEL)        | 21e                             |
| 128                                   | Pieter Vanspeybrouck (BEL)      | 17e                             |
| Directeur sportif : Walter Planckaert |                                 |                                 |

| Wanty-Groupe Gobert WGG                      | Wanty-Groupe Gobert WGG | Wanty-Groupe Gobert WGG |
| -------------------------------------------- | ----------------------- | ----------------------- |
| Num                                          | Coureur                 | Pos                     |
| 131                                          | Marco Marcato (ITA)     | 13e                     |
| 132                                          | Frederik Backaert (BEL) | 18e                     |
| 133                                          | Dimitri Claeys (BEL)    | 81e                     |
| 134                                          | Kenny Dehaes (BEL)      | 55e                     |
| 135                                          | Tom Devriendt (BEL)     | 77e                     |
| 136                                          | Roy Jans (BEL)          | 49e                     |
| 137                                          | Kévin Van Melsen (BEL)  | 93e                     |
| 138                                          | Simone Antonini (ITA)   | 74e                     |
| Directeur sportif : Hilaire Van der Schueren |                         |                         |

| Direct Énergie DEN                    | Direct Énergie DEN     | Direct Énergie DEN |
| ------------------------------------- | ---------------------- | ------------------ |
| Num                                   | Coureur                | Pos                |
| 141                                   | Bryan Coquard (FRA)    | 2e                 |
| 142                                   | Ryan Anderson (CAN)    | 83e                |
| 143                                   | Romain Cardis (FRA)    | AB                 |
| 144                                   | Antoine Duchesne (CAN) | 30e                |
| 145                                   | Yohann Gène (FRA)      | 84e                |
| 146                                   | Julien Morice (FRA)    | AB                 |
| 147                                   | Adrien Petit (FRA)     | 12e                |
| 148                                   | Alexandre Pichot (FRA) | 79e                |
| Directeur sportif : Dominique Arnould |                        |                    |

| Cofidis COF                              | Cofidis COF               | Cofidis COF |
| ---------------------------------------- | ------------------------- | ----------- |
| Num                                      | Coureur                   | Pos         |
| 151                                      | Hugo Hofstetter (FRA)     | AB          |
| 152                                      | Jonas Ahlstrand (SWE)     | AB          |
| 153                                      |                           |             |
| 154                                      | Christophe Laporte (FRA)  | 16e         |
| 155                                      | Cyril Lemoine (FRA)       | 53e         |
| 156                                      | Florian Sénéchal (FRA)    | 25e         |
| 157                                      | Michael Van Staeyen (BEL) | AB          |
| 158                                      | Kenneth Vanbilsen (BEL)   | 46e         |
| Directeur sportif : Christian Guiberteau |                           |             |

| Fortuneo-Vital Concept FVC            | Fortuneo-Vital Concept FVC  | Fortuneo-Vital Concept FVC |
| ------------------------------------- | --------------------------- | -------------------------- |
| Num                                   | Coureur                     | Pos                        |
| 161                                   | Steven Tronet (FRA) (Route) | 86e                        |
| 162                                   | Vegard Breen (NOR)          | 31e                        |
| 163                                   | Franck Bonnamour (FRA)      | AB                         |
| 164                                   | Yauheni Hutarovich (BLR)    | 97e                        |
| 165                                   | Benoît Jarrier (FRA)        | 103e                       |
| 166                                   | Daniel McLay (GBR)          | 38e                        |
| 167                                   | Jean-Marc Bideau (FRA)      | AB                         |
| 168                                   | Boris Vallée (BEL)          | AB                         |
| Directeur sportif : Sébastien Hinault |                             |                            |

| Southeast-Venezuela STH           | Southeast-Venezuela STH | Southeast-Venezuela STH |
| --------------------------------- | ----------------------- | ----------------------- |
| Num                               | Coureur                 | Pos                     |
| 171                               | Filippo Pozzato (ITA)   | 4e                      |
| 172                               | Liam Bertazzo (ITA)     | AB                      |
| 173                               | Andrea Dal Col (ITA)    | AB                      |
| 174                               | Matteo Draperi (ITA)    | AB                      |
| 175                               | Giuseppe Fonzi (ITA)    | AB                      |
| 176                               | Mirko Tedeschi (ITA)    | AB                      |
| 177                               | Mirko Trosino (ITA)     | AB                      |
| 178                               | Eugert Zhupa (ALB)      | AB                      |
| Directeur sportif : Serge Parsani |                         |                         |

| Roompot-Oranje Peloton ROP            | Roompot-Oranje Peloton ROP | Roompot-Oranje Peloton ROP |
| ------------------------------------- | -------------------------- | -------------------------- |
| Num                                   | Coureur                    | Pos                        |
| 181                                   | Brian van Goethem (NED)    | 73e                        |
| 182                                   | Jesper Asselman (NED)      | 22e                        |
| 183                                   | Berden de Vries (NED)      | 107e                       |
| 184                                   | Kai Reus (NED)             | AB                         |
| 185                                   | Michel Kreder (NED)        | 109e                       |
| 186                                   | Raymond Kreder (NED)       | 47e                        |
| 187                                   | Wesley Kreder (NED)        | 95e                        |
| 188                                   | Sjoerd van Ginneken (NED)  | 99e                        |
| Directeur sportif : Michel Cornelisse |                            |                            |

| CCC Sprandi Polkowice CCC              | CCC Sprandi Polkowice CCC | CCC Sprandi Polkowice CCC |
| -------------------------------------- | ------------------------- | ------------------------- |
| Num                                    | Coureur                   | Pos                       |
| 191                                    | Simone Ponzi (ITA)        | 61e                       |
| 192                                    |                           |                           |
| 193                                    | Adrian Kurek (POL)        | AB                        |
| 194                                    | Jarosław Marycz (POL)     | 68e                       |
| 195                                    | Bartłomiej Matysiak (POL) | AB                        |
| 196                                    | Josef Černý (CZE)         | AB                        |
| 197                                    |                           |                           |
| 198                                    | Eryk Latoń (POL)          | AB                        |
| Directeur sportif : Sławomir Błaszczyk |                           |                           |

| Bora-Argon 18 BOA                    | Bora-Argon 18 BOA         | Bora-Argon 18 BOA |
| ------------------------------------ | ------------------------- | ----------------- |
| Num                                  | Coureur                   | Pos               |
| 201                                  | Scott Thwaites (GBR)      | 8e                |
| 202                                  | Phil Bauhaus (GER)        | 33e               |
| 203                                  | Zakkari Dempster (AUS)    | 75e               |
| 204                                  | Ralf Matzka (GER)         | 45e               |
| 205                                  |                           |                   |
| 206                                  | Shane Archbold (NZL)      | 108e              |
| 207                                  | Andreas Schillinger (GER) | 76e               |
| 208                                  | Michael Schwarzmann (GER) | AB                |
| Directeur sportif : Steffen Radochla |                           |                   |

| Stölting Service Group SSG          | Stölting Service Group SSG      | Stölting Service Group SSG |
| ----------------------------------- | ------------------------------- | -------------------------- |
| Num                                 | Coureur                         | Pos                        |
| 211                                 | Gerald Ciolek (GER)             | NP                         |
| 212                                 | Rasmus Guldhammer (DEN)         | 50e                        |
| 213                                 | Alex Kirsch (LUX)               | 29e                        |
| 214                                 | Mads Pedersen (DEN)             | 15e                        |
| 215                                 | Rasmus Christian Quaade (DEN)   | AB                         |
| 216                                 | Michael Reihs (DEN)             | AB                         |
| 217                                 | Michael Carbel Svendgaard (DEN) | AB                         |
| 218                                 | Jonas Tenbrock (GER)            | AB                         |
| Directeur sportif : Gregor Willwohl |                                 |                            |

| Gazprom-RusVelo GAZ                | Gazprom-RusVelo GAZ       | Gazprom-RusVelo GAZ |
| ---------------------------------- | ------------------------- | ------------------- |
| Num                                | Coureur                   | Pos                 |
| 221                                | Igor Boev (RUS)           | AB                  |
| 222                                | Viktor Manakov (RUS)      | AB                  |
| 223                                | Roman Maikin (RUS)        | AB                  |
| 224                                | Sergey Nikolaev (RUS)     | AB                  |
| 225                                | Ivan Savitskiy (RUS)      | 58e                 |
| 226                                | Evgeny Shalunov (RUS)     | AB                  |
| 227                                | Andrey Solomennikov (RUS) | 67e                 |
| 228                                | Mamyr Stash (RUS)         | AB                  |
| Directeur sportif : Sergueï Ivanov |                           |                     |